# Iglesia de madera de Undredal

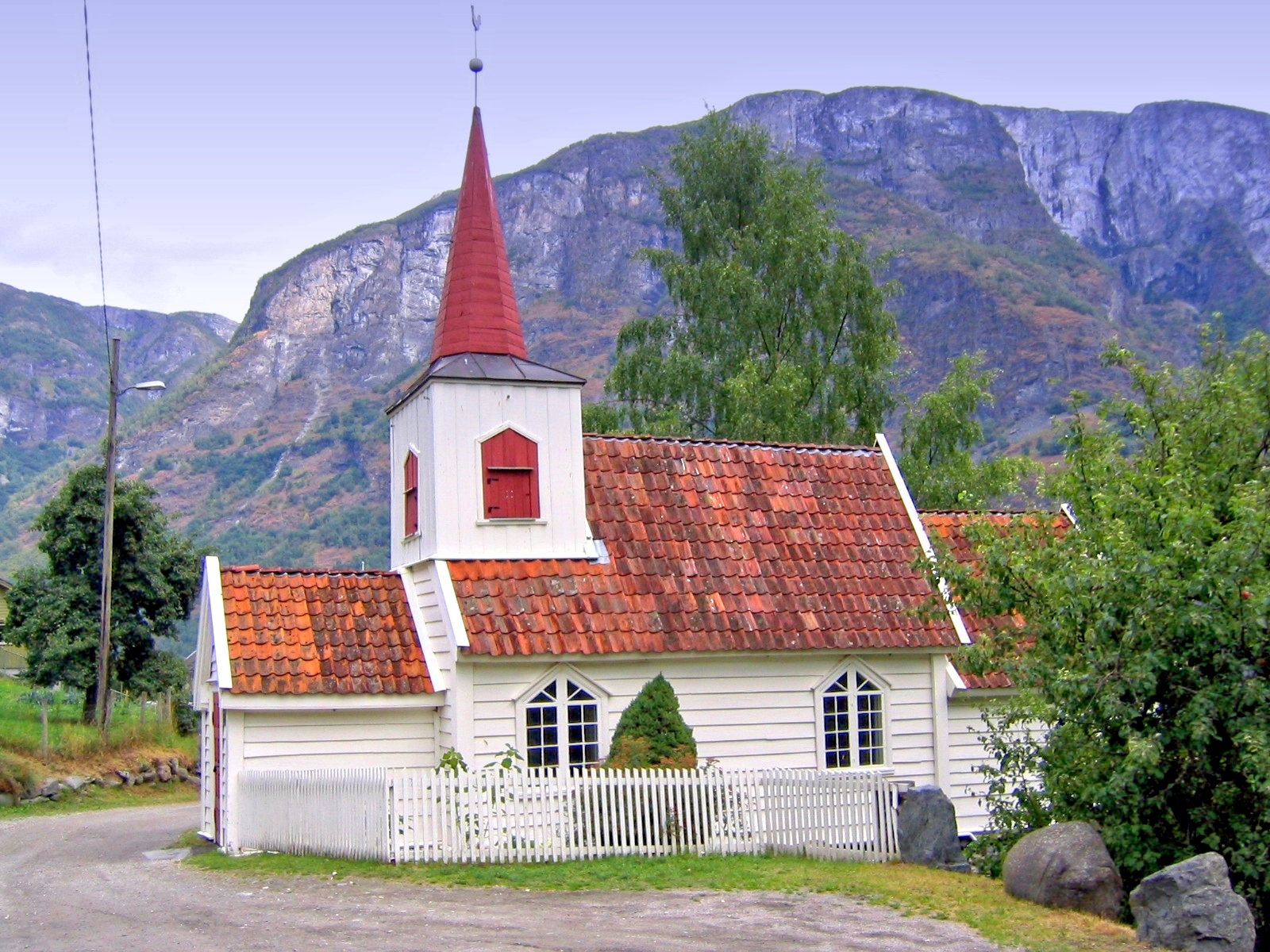
La iglesia, desde el sur.

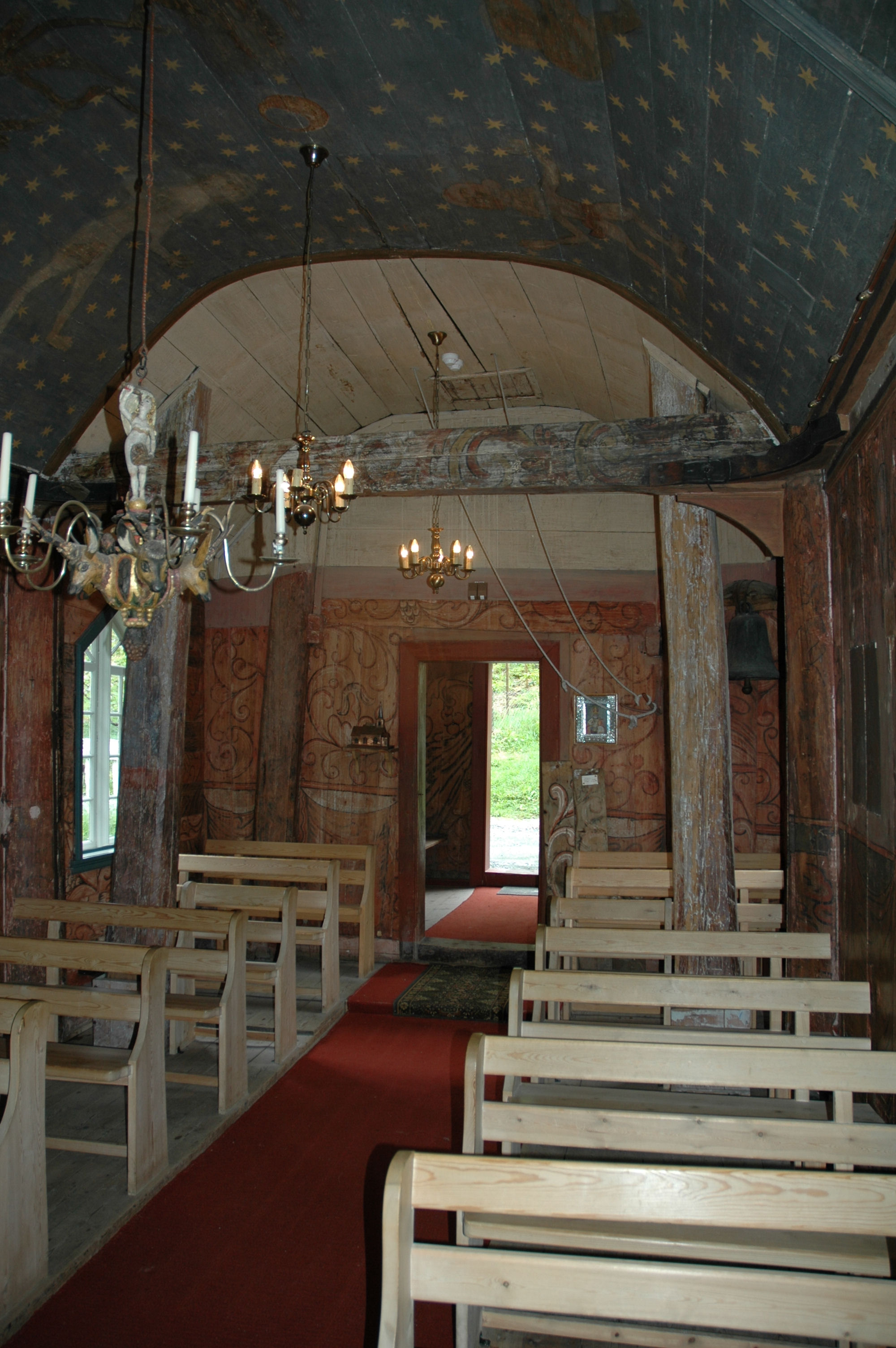
Interior de la nave, hacia el occidente.

La iglesia de madera de Undredal es una stavkirke de tipo A erigida durante la segunda mitad del siglo XII en Undredal, Noruega. Es la menor de las stavkirke que permanecen en uso, con espacio para únicamente 40 asientos.
El edificio original ha pasado por diferentes modificaciones a lo largo del tiempo. Por ello, su aspecto exterior poco tiene que ver con las stavkirke medievales. También ha sido cambiada de lugar más de una vez, la última de ellas en 1913.
Su planta consiste, de occidente a oriente, de un vestíbulo, una sencilla nave, y un pequeño coro de la misma anchura que la nave, aunque de menor elevación. Hay rastros de un antiguo corredor alrededor de la nave. Una sola torre, en el centro del costado occidental de la nave, alberga las dos campanas.
La nave es la parte más antigua de la iglesia, y el coro es más reciente. En el siglo XVII se pintó el interior de las paredes y el techo con motivos bíblicos y ángeles. En 1722 se demolió el corredor y se introdujeron las primeras ventanas. Hacia 1850 se expandió la nave por el costado occidental y se erigió el vestíbulo en ese lado, en la entrada principal. En ese tiempo, el interior de las paredes fue blanqueado. Tras una extensa restauración en 1961, se lavó la pintura blanca y reaparecieron los murales del siglo XVII. Una nueva restauración se llevó a cabo en 1984, que renovó el suelo del interior del templo y el revestimiento de tablas en el exterior de los muros. Poco después se repararon el techo y la nave.

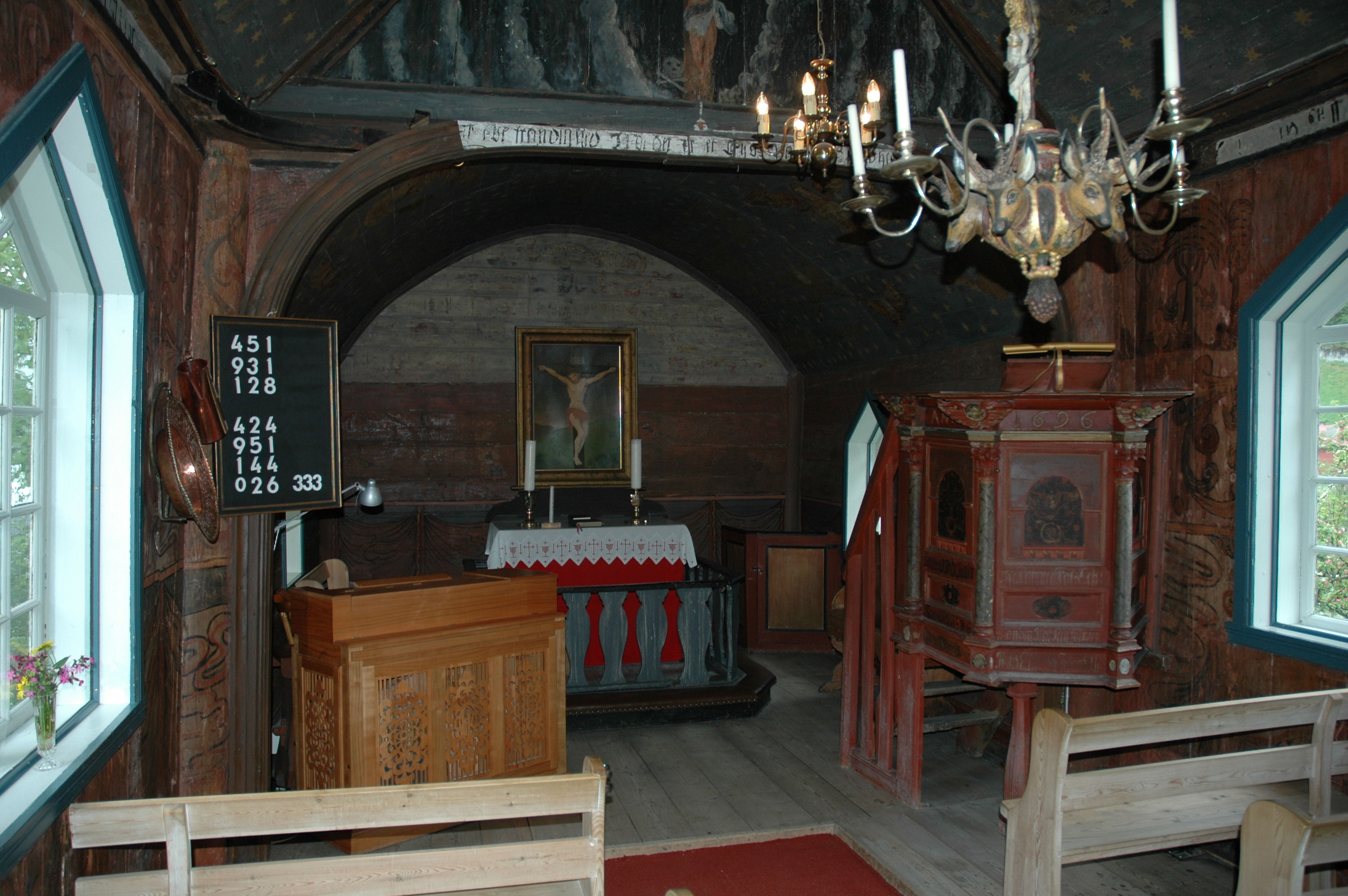
El altar.

Entre el inventario, son dignos de mención un reclinatorio de 1647, la escudilla bautismal de 1680, el púlpito de 1692 y dos palmatorias con escudos que datan de 1702. En el interior de la iglesia se conserva la primera campana, de origen medieval, ahora ya sin uso. En el campanario hay dos campanas más recientes: una de 1881 y otra de 1996. La armadura del techo está oculta por una especie de bóveda de madera; la del coro se halla pintada con estrellas sobre un campo azul y figuras de ángeles. Los muros de la nave conservan parte de la decoración pictórica del siglo XVII.